# 尼亞魯岡熱
01°58′02″S 30°03′20″E / 1.96722°S 30.05556°E

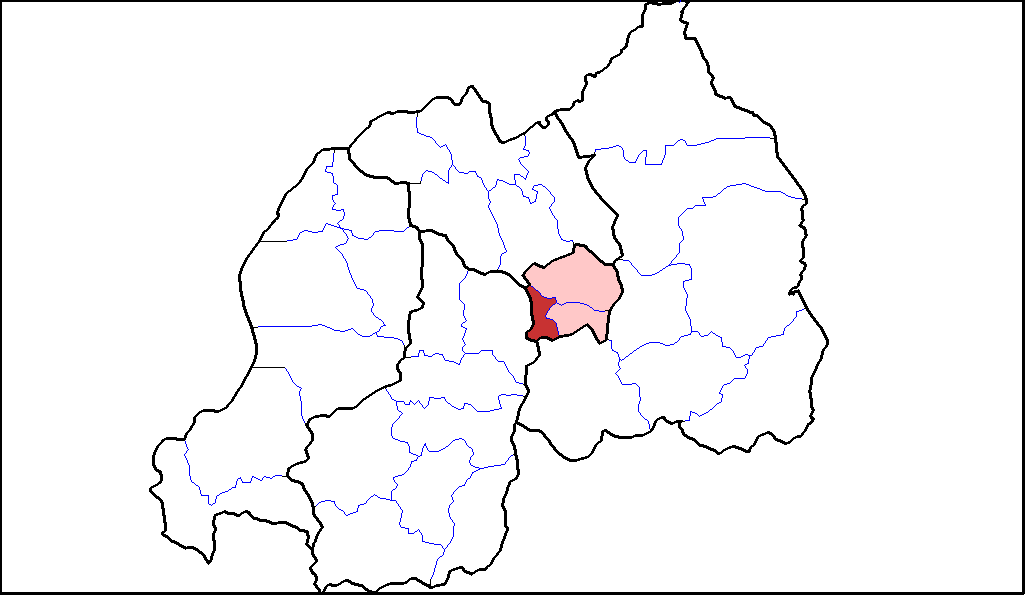

尼亞魯岡熱（Nyarugenge），是盧旺達的城鎮，位於該國中部，由吉佳利負責管轄，是尼亞魯岡熱縣的首府，處於吉佳利西南部，該鎮的主要經濟活動是商業。